# 孺子路

## 地理位置
孺子路位于江西省南昌市西湖区，西接新洲路，东至广场南路广场东路的交汇处。

## 认识误区
一般认为孺子路起于抚河北路与抚河中路交界处,终于八一大道.其实这是个误区,在与新洲路交接的路段叫做孺子西路,而过了八一大道的路段叫孺子东路,其实都应算作是孺子路

## 名称由来
为纪念东汉的隐士徐稚而命名.徐稚字孺子

## 路段发展
是南昌重要的餐饮娱乐一条街,沿路的饭店,酒店,酒吧80余家

## 交汇道路
北南贯穿:
- 船山路
- 象山南路
- 系马桩街